# Jealous Ones Still Envy 2 (J.O.S.E. 2)
Jealous Ones Still Envy 2 (J.O.S.E. 2) — девятый студийный альбом американского рэпера Fat Joe и сиквел платинового альбома J.O.S.E.. После нескольких переносов альбом был выпущен 6 октября 2009 года. В первую неделю альбом разошёлся тиражом 160 600 копий и дебютировал в Billboard 200 на 4-й позиции.

## История записи
26 февраля 2009 года Virgin Records анонсировала выпуск альбома 7 апреля. Позже дата релиза была перенесена на 19 мая, потом на июнь и 22 сентября, до того как сам Fat Joe в своём аккаунте на Twitter объявил о выходе пластинки 6 октября. Он объяснил XXL 22 мая, что отложил выход альбома из-за нехватки времени. К дате выхода альбома 50 Cent, выпустил несколько интернет-видео, критиковавших альбом. Fat Joe ответил на это в своей странице на Twitter, сказав:

«50 неприятно, что мой альбом так горяч. Это реальная музыка! Не тот мусор, выпускаемый им и его клоунами».

Fat Joe также появился в эфире нью-йоркской радиостанции Hot 97, где поблагодарил 50 Cent за «бесплатную рекламу» для J.O.S.E. 2.

## Синглы
Первым синглом стал «One» при участии Akon; Fat Joe прокомментировал, что написать эту песню побудила его свадьба. «One» достиг 74-го места в Billboard Hot 100. Следующий сингл — «Aloha» при участии Pleasure P и Rico Love.

## Список композиций
| #  | Название                                               | Продюсер(ы)                  | Время |
| -- | ------------------------------------------------------ | ---------------------------- | ----- |
| 1  | «Winding on Me» (при участии Lil Wayne & Ron Browz)    | Ron Browz                    | 4:01  |
| 2  | «Joey Don’t Do It»                                     | DJ Infamous                  | 2:18  |
| 3  | «One» (при участии Akon)                               | The Inkredibles              | 3:52  |
| 4  | «Aloha» (при участии Pleasure P и Rico Love)           | Rico Love                    | 3:59  |
| 5  | «Put Ya in da Game» (при участии T-Pain и OZ)          | Schife & OhZee               | 4:22  |
| 6  | «Congratulations» (при участии Rico Love и T.A.)       | Eric Hudson                  | 4:37  |
| 7  | «Porn Star» (при участии Lil Kim)                      | Jim Jonsin                   | 3:56  |
| 8  | «Cupcakes» (при участии Benisour)                      | Schife & OhZee               | 4:45  |
| 9  | «Ice Cream» (при участии Raekwon & T.A.)               | T-Weed                       | 4:34  |
| 10 | «Okay Okay»                                            | Andrews «Drew» Correa, G-Boi | 4:02  |
| 11 | «Blackout» (при участии Swizz Beatz & Rob Cash of KAR) | J Buttah                     | 3:42  |
| 12 | «Music» (при участии Cherlise)                         | DJ Infamous                  | 4:24  |